# Bildergalerie (Sanssouci)
De Bildergalerie is een schilderijenmuseum in de Duitse stad Potsdam. In het park van het Slot Sanssouci ligt het ten oosten van dit zomerslot. Het museum werd in opdracht van de Pruisische vorst Frederik II gebouwd om zijn uitgebreide schilderijencollectie in onder te brengen. In 1764 kwam het door Johann Gottfried Büring ontworpen gebouw gereed. Het is daarmee het oudste museumgebouw van Duitsland.

## Geschiedenis
Frederik II was een gepassioneerd schilderijenverzamelaar. Al als kroonprins deed hij zijn eerste aankopen. De smaak van de koning laat een duidelijke ontwikkeling zien. Zijn voorkeur ging eerst uit naar zogenaamde Franse Fête galante werken van meesters als Watteau, Chardin en Lancret. Zijn collectie achttiende-eeuwse Franse meesters is een van de belangrijkste buiten Frankrijk. Vanaf ongeveer 1750 verschoof zijn aandacht van deze lichtvoetige rococo werken naar meer Academische kunst. Hij begon werken van bijvoorbeeld Poussin, Rubens en Correggio aan te schaffen. Het zijn deze laatste werken die voornamelijk verzameld zijn in de Bildergalerie, de achttiende-eeuwse meesters bevinden zich grotendeels in het Slot Sanssouci zelf. In 1755 gaf hij de opdracht een museumgebouw te laten verrijzen voor zijn groeiende collectie. Door de tussenkomst van de Zevenjarige Oorlog duurde de bouw tot in 1764.
Toen in Berlijn in 1829 het Altes Museum geopend werd, is een deel van de collectie naar dit museum verplaatst. De door Frederik aangekochte werken keerden evenwel in 1929 en 1930 weer terug. Tijdens de Tweede Wereldoorlog werden de schilderijen in veiligheid gebracht in Slot Rheinsberg. In 1946 keerden er slechts tien werken terug, de rest leek verloren. In 1958 retourneerde de Sovjet-Unie 60 doeken die geconfisqueerd waren, maar toch bevinden zich in 2008 nog 99 schilderijen van de Bildergalerie in Russische collecties.

## Architectuur

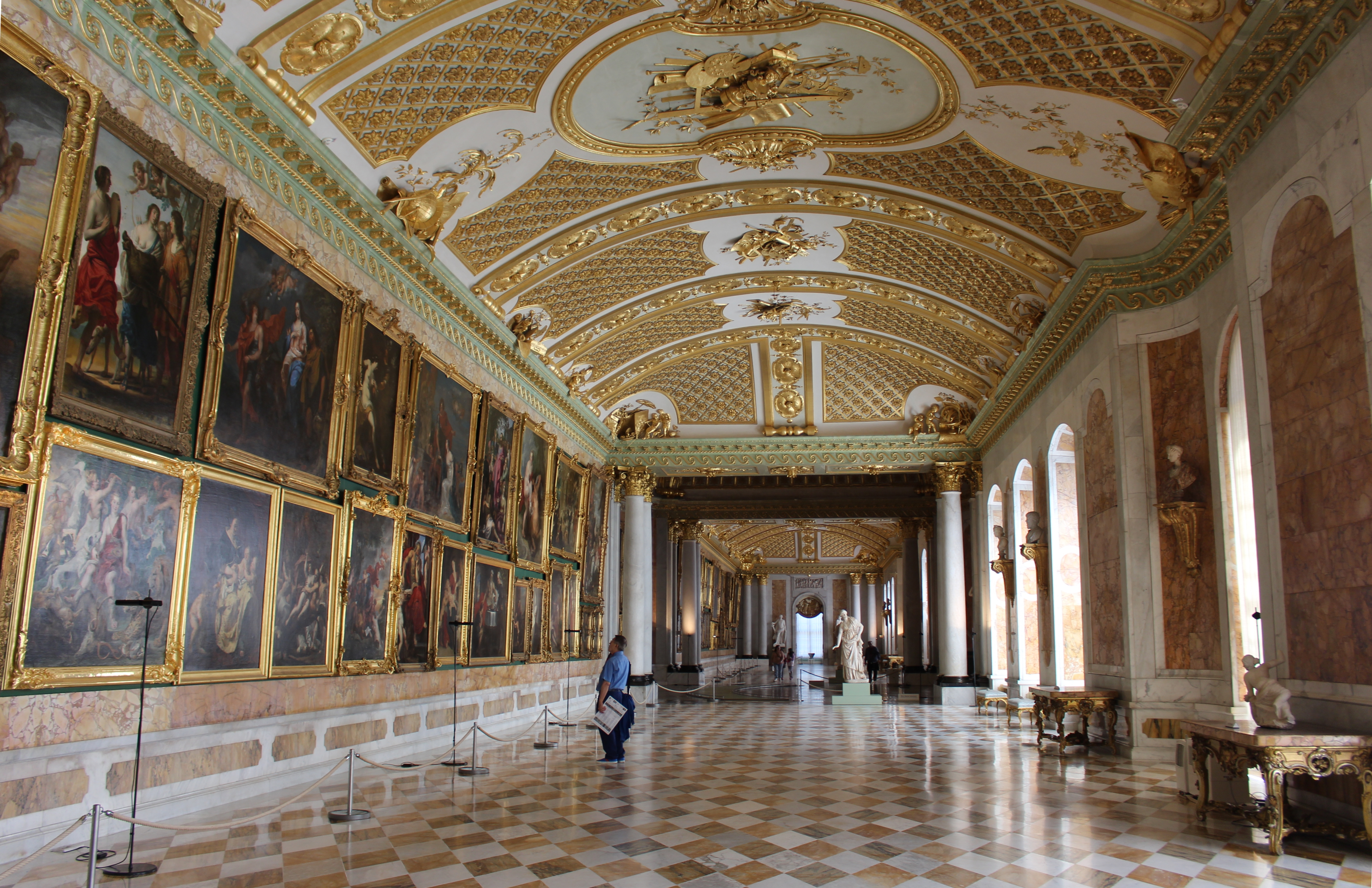
De schilderijengalerij, met de werken lijst tegen lijst

Op de plaats van het museum stond eerder een tropische kas waarin Frederik II fruit kweekte. Büring verving dit bouwwerk door een laag en langgerekt gebouw met een van een lantaarn voorziene koepel die bekroond wordt met een beeld van een adelaar. De afmetingen en vormen van het bouwwerk worden herhaald in de tegenhanger aan de westzijde van het Slot Sanssouci, de Nieuwe vertrekken. Het sobere exterieur van het museumgebouw wordt verlevendigd met achttien marmeren beelden die de vensters flankeren, allegorische voorstellingen van de kunsten en wetenschappen. De sluitstenen van de bogen boven de vensteropeningen zijn voorzien van koppen die befaamde kunstenaars voorstellen; centraal bevindt zich Apelles, daarnaast zijn de portretten van onder anderen Rafaël, Michelangelo en  Rubens aanwezig. Overeenkomstig de functie van het gebouw betreft het vrijwel alleen schilders. Het uitbundige rococo interieur komt na deze bescheiden buitenzijde als een verrassing. Het museum bestaat uit een tweetal zalen, waarvan de grote schilderijengalerij vrijwel de gehele lengte van het gebouw beslaat. Ten oosten hiervan ligt nog een "Kabinett für kleine Schildereien" waar zich inderdaad de schilderijen van kleiner formaat bevinden. De langgerekte schilderijengalerij heeft een vloer van witte en gele marmeren tegels in een ruitpatroon. Het licht gewelfde plafond is rijk gedecoreerd met verguld stucco. De schilderijen hangen hier aan één wand, tegenover de vensters. Aan de raamkant zijn tegen de muurdammen consoles bevestigd waarop zich klassieke portretbustes bevinden. Om problemen met vochtigheid te ondervangen bevindt zich achter de wand met schilderijen een gang en werd er vloerverwarming aangelegd. Na een uitgebreide restauratiecampagne die in 1996 afgesloten werd, is het gebouw nu weer in zijn volle glorie te ervaren.

## Collectie
De collectie van het museum omvat 124 werken. Naast schilderijen uit de oorspronkelijke verzameling van Frederik II stelt het ook werk tentoon uit andere Pruisische paleizen. De schilderijen hangen aan de wand in twee rijen dicht boven en naast elkaar, zoals in de tijd van Frederik gebruikelijk was. De schilderijen zijn in de zaal geografisch geordend. In de oostvleugel bevindt zich werk van de Hollandse en Vlaamse en in de westelijke van Italiaanse meesters.
Schilders van wie zich werk in de Bildergalerie bevindt zijn onder anderen:
- Jacopo Bassano
- Hendrick ter Brugghen
- Michelangelo Merisi da Caravaggio
- Jean-Baptiste Siméon Chardin
- Antoon van Dyck
- Francesco Guardi
- Jacob Jordaens
- Jan Lievens
- Jean-Baptiste Pater
- Guido Reni
- Peter Paul Rubens
- Eustache Le Sueur
- Giorgio Vasari

## Afbeeldingen

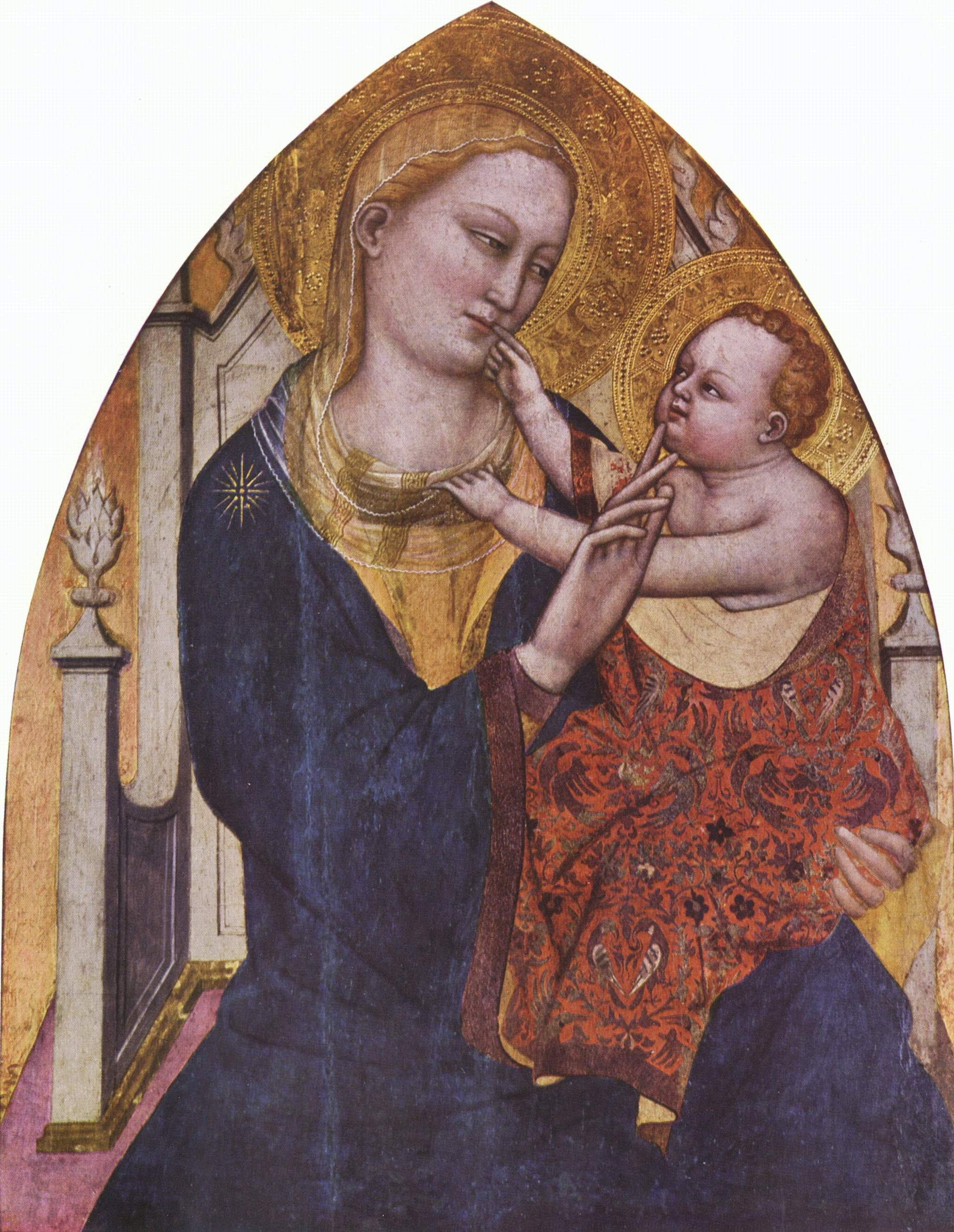
Florentijnse meester uit de 14e eeuw, Madonna met kind
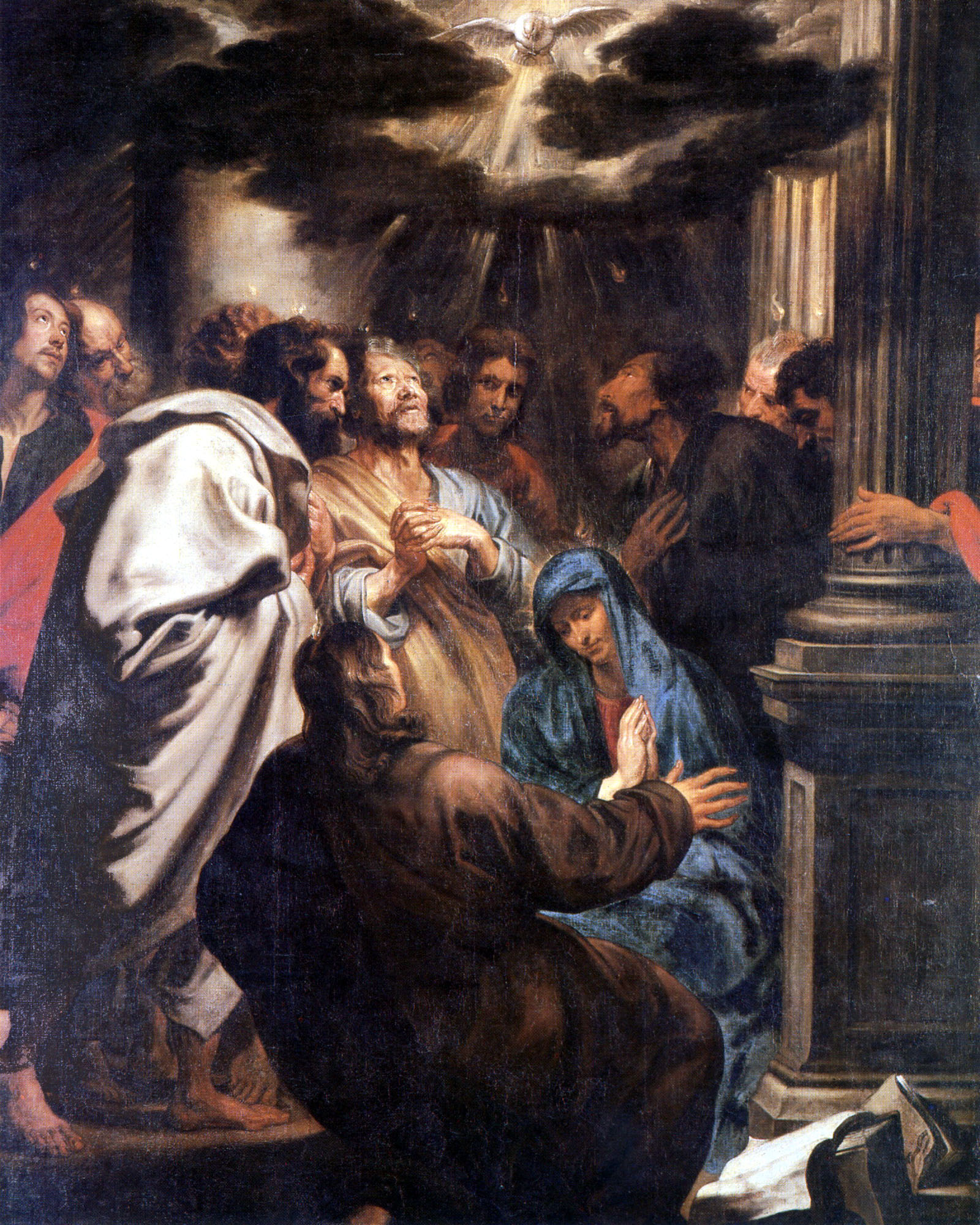
Antoon van Dyck, Uitstorting van de Heilige Geest, 1618-1620
Caravaggio, De ongelovige Tomas, 1601-1602
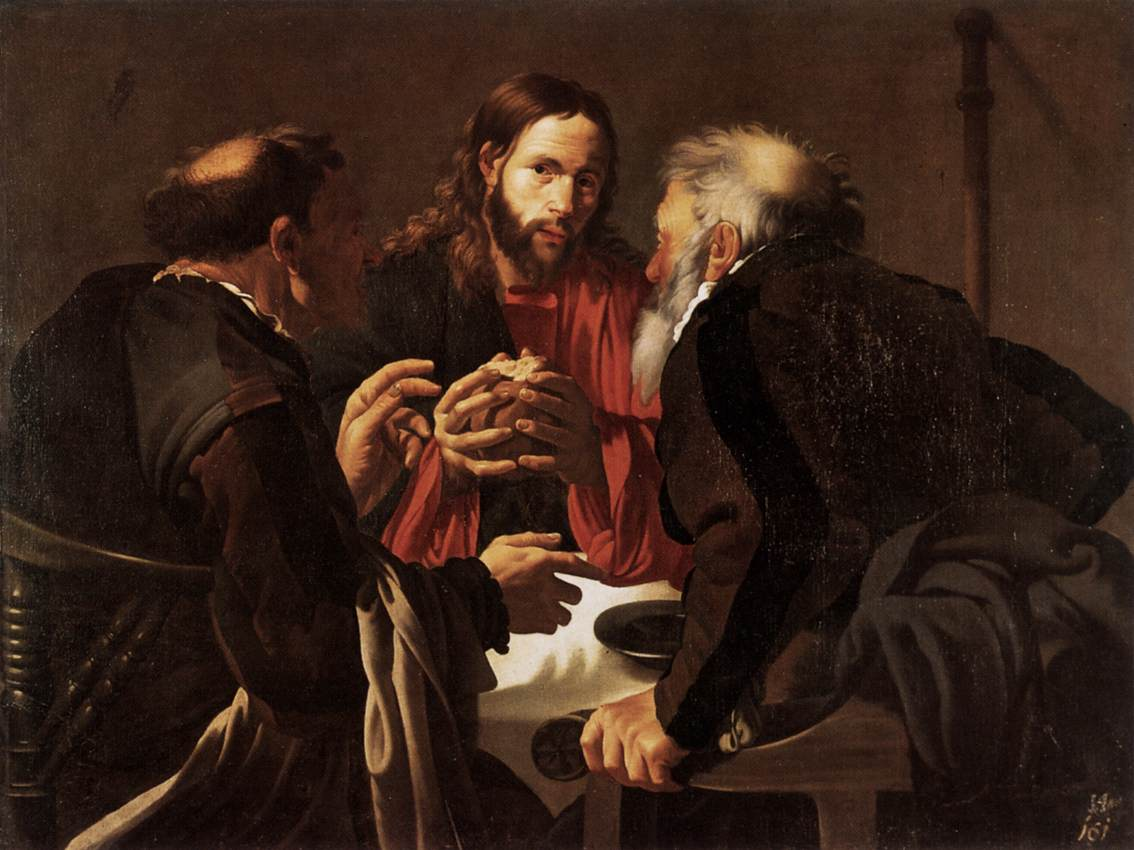
Hendrick ter Brugghen, De maaltijd in Emmaüs, 1621
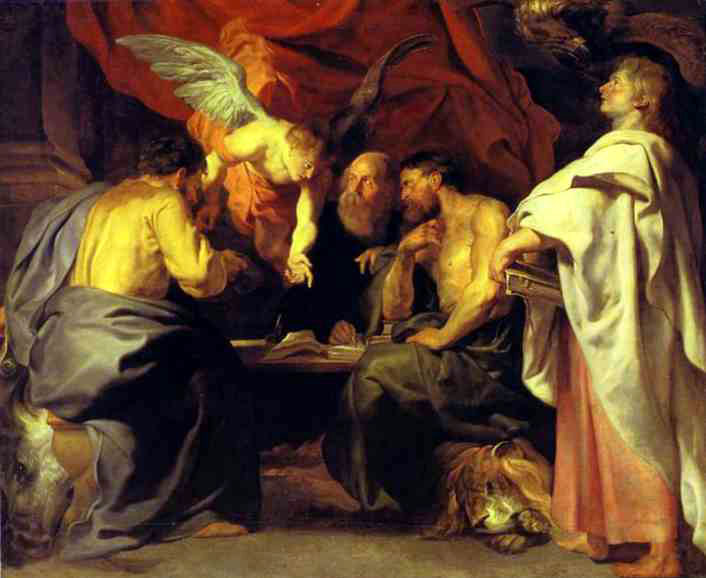
De vier evangelisten, 1614